# هوبرت وان اینیس
هوبرت وان اینیس (به هلندی: Hubert Van Innis) ورزشکار مرد رشتهٔ تیراندازی با کمان اهل کشور بلژیک است. وی در بین سال‌های ‎۱۹۰۰ تا ۱۹۲۰ میلادی در مسابقات بازی‌های المپیک تابستانی در مجموع ۹ مدال، شامل ۶ مدال طلا و ۳ نقره را کسب کرد.